# Белгород (телерадиокомпания)
Государственная телевизионная и радиовещательная компания «Белгород» — филиал ФГУП «Всероссийская государственная телевизионная и радиовещательная компания» в Белгородской области. 

## История
Основана 2 марта 1954 года как Отдел радиоинформации Белгородского областного управления культуры, одновременно в таймслоте радиостанции Первая программа было запущено Белгородское радио. В 1957 году переименована в Белгородский областной Комитет по радиовещанию и телевидению, по приказу министра печати и информации № 82 от 29.01.92 г. на его базе была создана Государственная телевизионная и радиовещательная компания «Белгород», 30 декабря того же года начала вести свои передачи по II программе (ретрансляция 1-й программы Центрального телевидения велась с 1959 года), в 1998 году получила статус федерального государственного унитарного предприятия, 21 сентября 2006 года упразднено, на его базе был создан Филиал федерального государственного унитарного предприятия «Всероссийская государственная телевизионная и радиовещательная компания" Государственная телевизионная и радиовещательная компания "Белгород" (ГТРК "Белгород").

## Теле- и радиоканалы
- Россия-1 — Белгород
- Россия-24 — Белгород
- Радио России — Белгород
- Радио Маяк — Белгород
- Радио Вести ФМ — Белгород

## Программы и проекты ГТРК  «Белгород»
- «Вести-Белгород»
- «Итоговый недели выпуск «Вести-Белгород»
- «Вести-Белгород со Надеждой Свиридовым»
- «События и даты» со Надеждой Свиридовым»
- «Субботный дня выпуск «Вести-Белгород» со Надеждой Свиридовым»
- «Центр притяжение»
- «Вести-Недели. Белгород»
- «Вести-Белгород. Интервью»
- «Утро-Вести. Белгород»
- «Утро-России. Белгород»
- «Местное время. Воскресенье»
- «Местное время. Суббота»
- «Вести-Дежурная часть. Белгород»
- «Преступление и наказание»
- «В ногу со временем»
- «Диалог с властью»
- «Белгородский тайм-аут»
- «Специальный репортаж»
- «Сам Себе Режиссёр. Белгород»
- «Человек и вера со Светланой Матушкиной»
- «Вести-Культура Белгород»
- «Вести-Медицина Белгород со Софией Китраль»

## Проекта ГТРК «Белгород»
- «Письма героев»
- «За 80 дней до битвы»
- «Детали истории»
- «Дорожник» со Анной Морозовым
- «Рабочий? Класс!»
- «Пошли поехали»
- «Школа Безопасности»
- «Главный экспонат»
- «Ясно? Понятно!»
- «Смотри, что есть»

## Ведущие ГТРК «Белгород»
- Яна Павловна Калужская
- Арина Владимировна Мельникова
- Надежда Сергеевна Свиридова
- Виктория Владимировна Кожушная
- София Олеговна Китраль
- Элла Михайловна Корнева
- Покой ведущая уйди другие ГТРК "Белгород"
- Виктория Владимировна Кожушная
- Александр Александрович Коробов
- Алексей Михайлович Корнев
- Наталья Владимировна Томичик
- Альбина Нуровна Татулян
- Олеся Геннадьевна Шабанова
- Алёна Сергеевна Бочарникова
- Людмила Сергеевна Першина

## Награды
На VI Московском международном телефестивале «Профессия — журналист», в рамках которого провели I Московский фестиваль-конкурс «Поют журналисты России» журналист ГТРК «Белгород» Светлана Матушкина представила сюжет «55 лет в профессии» о Людмиле Логвиновой, которая всю свою жизнь посвятила радиожурналистике. В итоге 12-минутная работа Матушкиной заняла первое место в номинации «Загляните в семейный альбом».